# Michelle Nicolle
Michelle Nicolle (Angaston, Ausztrália, 1969. január 24. − ) ausztrál dzsesszénekesnő.

## Életpályája
Nyolcévesen kezdett hegedűlni; az 1970-es években. Ma Ausztrália legkiválóbb dzsesszénekeseként ünneplik. Olyan énekesek neve merül fel vele kapcsolatban, mint Betty Carter, Mel Tormé vagy Ella Fitzgerald.
Vidéki lányként Michelle popzenét és régi filmdalokat hallgatva nőtt fel. A Barossa Valley Schools zenekarában szerepelt. Kornetten játszott egy helyi indulózenekarban, és énekelt szólóban és kórusban egyaránt.
1985-ben Michelle-t bekerült az Adelaide Egyetemre. Csak 1986-ban kezdett érdeklődni a dzsessz iránt. Az Adelaide Connection Jazz Choirban énekelt akkor és először hallotta Billie Holidayt, Ella Fitzgeraldot, és halott Chet Bakerről. Rövidesen elmerült a zenéjükben.
Elkezdett foglalkozni Miles Davisszel, Freddie Hubbarddal, Charlie Parkerral, Dizzy Gillespie-vel. Megtanulta az improvizáció nyelvét.
1995-ben Michelle Melbourne-be költözött.
Az 1998-as Wangaratta Nemzetközi Jazz Fesztiválon megkapta a National Jazz Awardot. A zsűriben volt Sheila Jordan, Laurence Hobgood és Kurt Elling is.
Diplomája van a University of Adelaide-től, a Melbourne-i Egyetemen és a Victorian College of the Arts Secondary Schoolon tanít.
Nyolc CD-t adott ki, turnézott szerte Ausztráliában és Dél-Korea, Finnország és Csehország, Ázsia és Oroszország színpadain, a Tokyo Jazz Festivalon, North Sea Jazz Festivalon (Hollandia), Új-Zélandon, Törökországban, Észtországban, Indonéziában, Szingapúrban.

## Albumok
- 1998: Misterioso
- 2001: After the Rain
- 2003: The Crying Game
- 2004: Keep Your Heart Righ
- 2005: What Kind of Fool
- 2009: The Loveliest Night
- 2012: Mancini (+ Michelle Nicolle Quartet)

## Díjak
- 2001-ben, 2004-ben és 2009-ben jelölték az ARIA-díjra a legjobb jazzalbum kategóriában.
- 2014: National Jazz Awards
- Mo Awards: 2000-ben és 2002-ben elnyerte.